# Kerem Demirbay
Kerem Demirbay (* 3. července 1993 Herten) je německý profesionální fotbalista tureckého původu, který hraje na pozici středního záložníka za turecký klub Galatasaray SK. V roce 2017 odehrál také 2 utkání v dresu německé reprezentace, v nichž vstřelil 1 branku.

## Reprezentační kariéra

### Turecko
Kerem Demirbay působil v mládežnických výběrech Turecka v kategoriích od 19 let.

### Německo
Trenér německé jedenadvacítky Horst Hrubesch jej nominoval na Mistrovství Evropy hráčů do 21 let 2015 konané v Praze, Olomouci a Uherském Hradišti.